# Leis antiblasfêmia

Sem leis antiblasfêmia
Leis antiblasfêmia revogadas
Restrições subnacionais
Multas e restrições
Pena de prisão
Pena de morte

Uma lei antiblasfêmia é uma lei que proíbe a blasfêmia, onde blasfêmia é o ato de insultar ou mostrar desprezo ou falta de reverência a uma divindade, ou a coisas sagradas, ou a algo considerado sagrado ou inviolável. De acordo com o Pew Research Center, cerca de um quarto dos países e territórios do mundo (26%) tinham leis ou políticas antiblasfêmia em 2014.
As leis antiblasfêmia são comumente usadas em todo o mundo para perseguir pessoas por crenças e atividades que não estão de acordo com a opinião da maioria sobre tópicos religiosos e delicados e para suprimir críticas à religião. No entanto, há diferença entre crítica e blasfêmia. A crítica pode vir sob a liberdade de expressão - onde as pessoas podem criticar uma religião com base na lógica, razão e racionalidade sem usar insultos contra essa fé, enquanto a blasfêmia é difamar uma religião com palavras ou atos. Tais leis foram sujeitas a repetidas condenações por organizações de direitos humanos e resoluções do Conselho de Direitos Humanos das Nações Unidas. Em algumas partes do mundo, as leis de blasfêmia nos livros estatutários não são aplicadas há muitos anos, mas uma campanha internacional organizada desde 2015 tem procurado revogar essas leis na esperança de chamar ainda mais atenção para a forma como essas leis são usadas em torno do mundo para perseguir as minorias religiosas e políticas. Alguns estados justificam as leis antiblasfêmia como "protegendo" as crenças religiosas da maioria, enquanto em outros países, elas oferecem proteção às crenças religiosas das minorias.
Além das proibições contra a blasfêmia ou difamação blasfema, as leis de blasfêmia incluem todas as leis que dão reparação aos insultados por causa de sua religião. Essas leis  antiblasfêmia podem proibir a difamação da religião e de grupos religiosos, a difamação da religião e seus praticantes, denegrir a religião e seus seguidores, ofender os sentimentos religiosos ou o desprezo pela religião. Em algumas jurisdições, as leis de blasfêmia incluem leis de discurso de ódio que vão além da proibição do incitamento iminente de ódio e violência. Algumas leis de blasfêmia, como as que existiam anteriormente na Dinamarca, não criminalizam o "discurso que expressa crítica", mas sim "sanciona o discurso que insulta".
Especialistas em direitos humanos defendem leis que distinguem adequadamente entre a proteção das liberdades individuais e leis que restringem amplamente a liberdade de expressão. O Artigo 20 do Pacto Internacional sobre Direitos Civis e Políticos obriga os países a adotar medidas legislativas contra "qualquer defesa do ódio racial ou religioso nacional que constitua incitação à discriminação, hostilidade ou violência". No entanto, eles também observam que tais proteções devem ser cuidadosamente circunscritas e não apóiam a proibição de blasfêmia em si.

## Revogações por jurisdição
Os crimes de blasfêmia e difamação de blasfêmia de direito comum foram abolidos na Inglaterra e no País de Gales em 2008 com a aprovação da Lei de Justiça Criminal e Imigração. Outros países que aboliram ou revogaram as leis de blasfêmia incluem a França em 1881 (exceto para a região da Alsácia-Lorena, parte da Alemanha na época), Suécia em 1970, Noruega em 2009 e 2015, Holanda em 2014, Islândia em 2015, Malta em 2016, França para a região da Alsácia-Lorena em 2016, Dinamarca em 2017, Canadá em 2018, Nova Zelândia e Grécia em 2019, Irlanda em 2020 e Escócia em 2021. A Austrália aboliu e revogou todas as leis de blasfêmia no nível federal em 1995, mas as leis de blasfêmia permanecem em alguns estados e territórios. Em 26 de outubro de 2018, um referendo na República da Irlanda resultou na remoção da disposição constitucional e da disposição da Lei da Difamação de 2009 contra a blasfêmia, que foi implementada em janeiro de 2020.
| Jurisdição         | Promulgada | Revogada               | Notas |
| ------------------ | ---------- | ---------------------- | --- |
| Austrália          | 1788       | 1995                   | Abolido em nível federal, mas alguns estados e territórios ainda mantêm leis contra a blasfêmia.                                                                             |
| Canadá             | 1892       | 2018                   | A Lei do Código Criminal de 1892 aboliu os crimes de lei consuetudinária preexistentes de blasfêmia e calúnia blasfema, mas decretou o crime de calúnia blasfema.            |
| Dinamarca          | 1683       | 2017                   | |
| Inglaterra e Gales | 1539       | 2008                   | |
| França             | 1254       | 1881                   | Não abolido na região da Alsácia-Lorena até 2016. |
| Grécia             | 1834       | 2019                   | Promulgado em 1 de julho de 2019. |
| Islândia           | 1940       | 2015                   | |
| Irlanda            | 1937       | 20/2018                | Após a Trigésima sétima Emenda da Constituição da Irlanda em 2018, as menções de blasfêmia foram removidas do estatuto irlandês pela legislação de janeiro de 2020.          |
| Malta              | 1933       | 2016                   | |
| Países Baixos      | 1886       | 2014                   | Em 1932, a lei tornou-se mais rígida. |
| Nova Zelândia      | 1893       | 2019                   | A Lei do Código Criminal de 1893 aboliu e substituiu os crimes de lei comum de blasfêmia e calúnia blasfêmia introduzidos em 1840 pelo delito de código de calúnia blasfemo. |
| Noruega            | 1902       | 15 de setembro de 2009 | Em 2009 removido do novo código penal de 2005, que não foi promulgado até 2015.                                                                                              |
| Escócia            | 1661       | 2021                   | A última acusação foi em 1843. |
| Suécia             | 1563       | 1970                   | A lei de 1563 foi substituída em 1949. |